# 深圳經濟特區建立周年焰火晚會
深圳经济特区建立周年焰火晚会是中华人民共和国广东省深圳市委员会及深圳市政府因应深圳经济特区建立周年纪念所举行的一项庆祝活动。

## 资料
深圳市曾于2000年10月11日及2010年9月6日举行该活动。

### 2010年
2010年的深圳经济特区建立周年焰火晚会于2010年9月6日（星期一）北京时间20時30分于深南大道水晶岛南侧绿地举行，发放19个主要品种共145107发烟花弹，共分4个乐章，历时30分钟。深圳电视台都市頻道於2010年9月6日北京时间20時30分至21時05分現場直播該活動。
四个乐章分别为：
| 幕次            | 配乐                                     | 内容介绍                                                                                             |
| 第1幕：春雷激荡 | 春天的故事、 在希望的田野上              | 展示1979年，改革开放的总设计师邓小平确定建立深圳经济特区，从而迎来了中国改革开放的春天。             |
| 第2幕：开拓奋进 | 贝多芬英雄交响曲                         | 展现深圳人民艰苦创业、敢为人先、奋发向上的拼博精神。                                                 |
| 第3幕：科学发展 | 走向复兴、 好日子                        | 展现深圳在科学发展观指导下，各项事业全面发展取得的巨大成就，以及社会和谐稳定的局面。                 |
| 第4幕：再创辉煌 | 歌唱祖国 中国，鲜艳的太阳永不落 难忘今宵 | 展现深圳人民奋斗不息，再创激情燃烧的火红年代，努力当好科学发展的排头兵，描绘深圳未来更加美好的蓝图。 |